# Limnochóri (ort i Grekland, Mellersta Makedonien)
Limnochóri (Limnochori) är en ort i Grekland.   Den ligger i prefekturen Nomós Serrón och regionen Mellersta Makedonien, i den norra delen av landet, 400 km norr om huvudstaden Aten. Limnochóri ligger 33 meter över havet och antalet invånare är 522. Den ligger vid sjön Límni Kerkíni.
Terrängen runt Limnochóri är platt österut, men västerut är den kuperad. Runt Limnochóri är det ganska tätbefolkat, med 60 invånare per kvadratkilometer. Närmaste större samhälle är Sidirókastro, 15,7 km öster om Limnochóri. Trakten runt Limnochóri består till största delen av jordbruksmark.